# Bolyphantes
Bolyphantes é um gênero de aranhas da família Linyphiidae descrito em 1837.